# Strømmen (przystanek kolejowy)
Strømmen – kolejowy przystanek osobowy w Strømmen, w regionie Akershus w Norwegii, jest oddalony od Oslo Sentralstasjon o 17,93 km. 

## Ruch pasażerski
Leży na linii Hovedbanen. Jest elementem  kolei aglomeracyjnej w Oslo. Przez stację przebiegają pociągi linii 400.  Stacja obsługuje Oslo Sentralstasjon, Drammen, Asker, Lillestrøm i Skøyen.
| Numer | Stacja początkowa | stacja końcowa |
| ----- | ----------------- | -------------- |
| 400   | Drammen           | Lillestrøm     |

Pociągi linii 400 odjeżdżają co pół godziny; na odcinku między Asker a Lysaker jadą trasą Drammenbanen a  między Oslo Sentralstasjon a Lillestrøm jadą trasą Hovedbanen. 

## Obsługa pasażerów
Wiata, poczekalnia, automat biletowy,parking rowerowy, parking na 251 miejsc, automat z żywnością, telefon publiczny, postój taksówek. Odprawa podróżnych odbywa się w pociągu.